# 마스터링
마스터링(mastering)은 제조공정의 이름으로 디스크 복제를 위한 원판, 광디스크의 경우에는 니켈 전기도금으로 형성된 마스터이다. LP와 LD의 경우에는 아날로그 방식이지만 CD 이후에는 디지털 방식이다.

## 제조공정
유리 원반위에 포토레지스터를 스핀코팅 방식으로 코팅하여 원반을 회전시키면서 디스크 기록에 맞게 프리마스터링된 디지털자료에 따라 레이저를 이용하여 포토레지스터를 노광한다. 그것을 수용액으로 에칭하면 노광된 부분이 페인 마크가 형성되며 그 원반을 스퍼터링 방식으로 알루미늄으로 코팅한 것을 마스터(원판) 또는 부 스템퍼라 한다. 연후에 부 스템퍼에서 모스템퍼를 전기도금방식으로 복제하며 실제로 사용하는 스템퍼로는 한번 더 도금 복제된 자 스템퍼를 사용한다.

## 같이 보기
- 디지털 리마스터링